# Michael Schur
Michael Schur, né le 29 octobre 1975 à Ann Arbor (Michigan), est un scénariste, acteur et producteur de télévision américain.
Diplômé de Harvard, il commence sa carrière au Saturday Night Live en 1997 en tant qu'auteur comique, producteur du segment Weekend Update et acteur occasionnel. Il gagne par la suite en notoriété pour son travail dans l'écriture des séries comiques The Office (2005-2013), Parks and Recreation (2009-2015), qu’il co-crée avec Greg Daniels, ainsi que Brooklyn Nine-Nine (2013-2021), qu'il co-crée avec Dan Goor,. Schur fait également plusieurs apparitions dans The Office en tant que Mose Schrute, cousin de Dwight Schrute.
En 2016, Michael Schur lance The Good Place, la première série télévisée dont il est l'unique créateur. Il est également producteur de la série Master of None, diffusée de 2015 à 2017, et co-créateur en 2021 de la série Rutherford Falls. Les séries télévisées sur lesquelles Schur travaille présentent des personnages optimistes, apparaissant dans des environnements variés, souvent transcrits à l'écran dans un format de sitcom,. Il est nommé pour quinze Primetime Emmy Awards (deux victoires), dont trois pour son travail sur le Saturday Night Live et quatre pour The Office.

## Jeunesse
Michael Schur est le fils de Warren M. Schur et d'Anne Herbert. Il grandit à West Hartford, dans le Connecticut,. Il commence à s'intéresser à la comédie à l'âge de 11 ans, à la lecture de Without Feathers, un recueil d'essais humoristiques rédigé en 1975 par Woody Allen. Schur dit qu'il trouve alors le livre dans l'étagère de son père et qu'il le lit dans la nuit suivante.
Il fréquente le lycée William H. Hall à West Hartford et obtient son diplôme en anglais à l'université Harvard en 1997, où il est président du Harvard Lampoon.

## Carrière
À partir de 1998, Schur est l'un des scénaristes du Saturday Night Live (SNL), devenant le producteur du Weekend Update en 2001, sa prise de fonction intervenant lors du premier épisode du Saturday Night Live après les attentats du 11 septembre. En 2002, il remporte son premier Primetime Emmy Award dans le cadre de l' équipe de rédaction de SNL. Schur a quitté le Saturday Night Live en 2004. Peu de temps après, il devient producteur et scénariste pour The Office sur NBC, série pour laquelle il écrit dix épisodes et remporte l'Emmy du meilleur scénario pour une émission de variétés, musicale ou comique en 2006. Schur apparaît dans The Office en tant que Mose, le cousin de Dwight dans plusieurs épisodes. Il co-écrit également les webisodes, The Office: The Accountants avec Paul Lieberstein.
En 2005, Schur est coproducteur de The Comeback de HBO et écrit deux de ses treize épisodes. Il écrit également sur Fire Joe Morgan, un blog de journalisme sportif, sous le pseudonyme Ken Tremendous. Schur ressuscite le pseudonyme le 31 mars 2011, lorsqu'il commence à écrire pour le site SB Nation's Baseball Nation. Ken Tremendous est également le nom d'utilisateur Twitter de Schur.
En avril 2008, Schur et Greg Daniels commencent à travailler sur un projet pilote pour les Parks and Recreation en tant que projet de série dérivée de The Office. Au fil du temps, Schur se rend compte que Parks and Recreation fonctionnerait mieux s'ils le séparaient de The Office. Même si Parks and Recreation reçoit des critiques négatives au cours de sa première saison, elle est saluée par la presse lors de la deuxième saison, rappelant The Office. Schur collabore avec The Decemberists sur leur clip vidéo pour Calamity Song de l'album The King Is Dead. La vidéo est basée sur Eschaton, un jeu de guerre nucléaire joué sur des courts de tennis créé par David Foster Wallace dans son roman de 1996, Infinite Jest. Schur écrit sa thèse principale de premier cycle sur ce roman et en détient également les droits pour un film.
En collaboration avec Dan Goor, Schur créé la comédie policière Brooklyn Nine-Nine, dont le début est présenté à l'automne 2013 sur la Fox. La série est transférée sur NBC avec sa sixième saison.
Le 19 septembre 2016, la sitcom The Good Place créée par Schur commence à être diffusée sur NBC. La série comique surnaturelle consacrée à la philosophie et à l'au-delà, mettant en vedette Kristen Bell et Ted Danson, devient un succès critique et commercial surprenant. En 2016, Schur et Rashida Jones co-écrivent le scénario de Nosedive, un épisode de la série d'anthologies télévisées Black Mirror, d'après une histoire de Charlie Brooker.

## Vie privée
Schur est marié à Jennifer Philbin (en), autrefois scénariste pour Newport Beach et fille de la star de la télévision Regis Philbin. Leur premier enfant, leur fils William Xavier Schur, est né le 18 février 2008. Le 14 juillet 2010, Philbin a donné naissance à leur fille Ivy Elizabeth Schur en Californie.

## Filmographie

### Télévision
| Année        | Titre                | Réalisateur | Scénariste | Producteur     | Acteur | Producteur exécutif | Rôle          | Notes |
| ------------ | -------------------- | ----------- | ---------- | -------------- | ------ | ------------------- | ------------- | --- |
| 1997–2004    | Saturday Night Live  |             | Oui        | Weekend Update | Oui    |                     | Rôles divers  | A écrit 138 épisodes, apparaît dans 3 épisodes                                                                              |
| 2005         | Mon comeback         |             | Oui        | Oui            |        |                     |               | A écrit 2 épisodes |
| 2005–2013    | The Office           |             | Oui        | Oui            | Oui    | Oui                 | Mose Schrute  | A écrit 12 épisodes, apparaît dans 13 épisodes                                                                              |
| 2006         | Totally Awesome      |             | Oui        |                |        |                     |               | Film télévisé |
| 2007         | Newport Beach        |             |            |                | Oui    |                     | Paul          | Épisode : "L'Équipe Bullit contre l'équipe Frank"                                                                           |
| 2008         | Miss Guided          |             |            |                | Oui    |                     | Un professeur | Épisode : "Pool Party" |
| 2009–2015    | Parks and Recreation | Oui         | Oui        |                | Oui    | Oui                 |               | Également le créateur A écrit 19 épisodes et réalisé 9 épisodes Cameo muet dans l'épisode : "Nouveau départ" de la saison 6 |
| 2013–présent | Brooklyn Nine-Nine   | Oui         | Oui        |                |        | Oui                 |               | Également le créateur A écrit 2 épisodes et réalisé 2 épisodes                                                              |
| 2015–présent | Master of None       |             |            |                |        | Oui                 |               | |
| 2016–2020    | The Good Place       | Oui         | Oui        |                |        | Oui                 |               | Également le créateur A écrit 4 épisodes et réalisé 3 épisodes                                                              |
| 2016         | Black Mirror         |             | Oui        |                |        |                     |               | Épisode : "Chute libre" Coécrit le scénario avec Rashida Jones                                                              |
| 2019         | Abby's               |             |            |                |        | Oui                 |               | |
| 2019         | Sunnyside            |             |            |                |        | Oui                 |               | |
| 2020         | Rutherford Falls     | Oui         |            |                |        |                     |               | Également le créateur |
| 2024         | Espion à l'ancienne  | Oui         |            |                |        |                     |               | |

## Publications
- 2022 : How to Be Perfect: The Correct Answer to Every Moral Question, avec Todd May (en) (« philosophical nitpicking »), New York, Simon & Schuster, 304 p.  (ISBN 978-1-9821-5931-3) (relié)  (ISBN 978-1-9821-5932-0) (broché)  (ISBN 978-1-9821-5933-7) (e-book) [présentation en ligne].
  - Comment être parfait : Les Réponses aux questions éthiques que vous vous posez (et aux autres), avec Todd May (« pinaillages philosophiques »), trad. Maxime Berrée, Paris, Philosophie Magazine  (ISBN 978-2-900818-23-7) (broché)  (ISBN 978-2-900818-21-3) (e-book).